# Jiřina Korčáková
Jiřina Korčáková (* 4. března 1955 Praha) je bývalá česká herečka a spisovatelka, sestra Vladimíra Korčáka (1949–2012), básníka a překladatele a praneteř Jaromíra Korčáka.
Po absolvování DAMU, kde ji učil mj. i Ivan Vyskočil (vystupovala v mnoha rolích i v Divadle DISK), pracovala v Černém divadle Jiřího Srnce, se kterým procestovala řadu zemí světa, a v Klicperově divadle v Hradci Králové.
V Klicperově divadle vystupovala v operetě J. Offenbacha Krásná Helena. V Národním divadle rok vystupovala ve hře J. K. Tyla Tvrdohlavá žena.
Trvale žije v USA.

## Filmografie (výběr)

### Televize
- O houslích krále snů - TV inscenace - 1987
- Drátenická pohádka – TV inscenace – 1987
- Svatá noc – TV inscenace – 1972
- F. L. Věk